# 楊惠敏
楊希賢，原名楊惠敏（1915年3月6日—1992年3月9日），籍貫江蘇鎮江，女童軍、中国抗日战争時期女英雄，曾任教師。

## 送旗事蹟

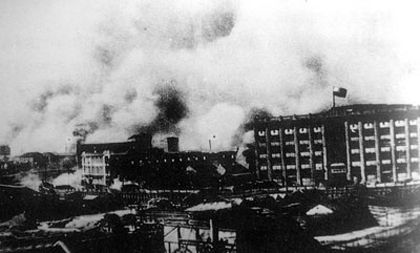
1937年10月29日，正值四行倉庫保衛戰，被戰火包圍的四行倉庫頂樓升起了中華民國國旗。

楊惠敏早年曾於中央技藝專科學校暨國立中山大學體育系求學。
1937年7月7日發生蘆溝橋事變，中日之間開戰，楊惠敏加入上海童子軍戰地服務團。同年8月13日爆發八一三淞滬戰役，日軍全面大舉進攻上海，日方原本希望能以襲擊的方式迅速佔領上海地區，達成「三月亡華」的目標，卻出乎意料地與國民革命軍爆發陣地戰而成為長期纏鬥。
10月26日爆發四行倉庫保衛戰，當時由國軍第88師第524團團附謝晉元中校所率領的該團第1加強營死守與上海公共租界僅有一條蘇州河之隔的四行倉庫，牽制周遭日軍，以掩護國軍撤退至上海西部郊區。
10月28日夜間，楊惠敏將一面12尺長的中華民國國旗裹在身上所穿著的童軍服底下，冒著戰火危險自公共租界出發成功泳渡蘇州河，並獲得謝晉元的接見將國旗送至四行倉庫。
楊惠敏也攜帶了一份四行倉庫守軍人員的名單返回公共租界，當時名單上共有800個人名，因此被稱為「八百壯士」，但這份名單其實是為了戰時的保防需要而捏造，讓日軍因人數多達800而有所顧忌，實際上只有約四百名守軍。隔天，楊惠敏所送至的國旗在四行倉庫屋頂升起，大大的鼓舞振奮了守軍士氣與隔岸觀戰的民眾，並獲得當時駐紮在租界內的世界各國媒體之讚揚。事後楊惠敏與謝晉元的事蹟被編寫入中華民國各級學校的歷史教科書中，使得他們成為家喻戶曉的人物。

## 國際宣傳
淞滬會戰結束後，楊惠敏也跟著向後方撤退。1938年，在當時國民黨宣傳部主任董顯光的保薦下，楊惠敏先在三月八日婦女節當天接受了蔣宋美齡的表揚，接著更代表中華民國到美國參加「世界青年自由大會」。
1939年，楊惠敏再被中國政府選派訪問歐洲。到歐洲的旅程中，包括意大利总理墨索里尼、德国元首希特勒、荷蘭女王都曾接見過她。特別是希特勒，把自己身上的勳章拔下來別在楊惠敏身上，對她說：「妳就是德國男女青年的榜樣！」
因此，楊惠敏變成了一個國家宣傳的偶像。

## 冤獄陰影
楊惠敏在那時曾有機會赴美國讀書，但因為太平洋戰爭爆發沒有成行。之後她因緣際會地在香港加入了地下工作組織，1942年日軍佔領香港期間，楊惠敏負責聯繫梅蘭芳、胡蝶等知名人士，從香港撤退到中國大陸。期間楊惠敏疑涉及錯綜複雜的原因，遭軍統扣查四年多調查。1946年11月由國防部軍法局裁定無罪釋放。 
其幼子朱復轟表示，母親楊惠敏在經過4年無妄的牢獄之災後，身心受創甚重，鬱鬱寡歡。出獄後不久就來到台灣。到了台灣因為不想被人認出來，所以就低調的到學校去當代課老師，隱姓埋名（改名為楊希賢）。 然而，根據台灣的報章報導，楊惠敏由五十至七十年代一直以真名真姓參加紀念抗日、賑災等公開活動。在1964年和1967年，還兩度會見記者，大談她的冤案，內容與她1970年出書所寫的內容有頗大出入。
她幼子聲稱：楊惠敏生前沒有提及往事，也堅決不願意接受國民黨政府的任何救濟。兒子是在楊惠敏過世後，才從她好友轉述下，知道了楊惠敏冒死送旗以及冤獄等事蹟及原由。1976年電影《八百壯士》放映之後，楊惠敏看到自己送旗的故事被放上了大銀幕，這才逐漸從陰影中走出來，重拾對生活的樂趣。然而,從台灣的報章報導所見，楊惠敏在台灣向來積極參與女童軍、婦女救國等社會活動。跟她幼子所說不符。

## 遲來的肯定
除了拍攝電影宣傳，抗日紀念活動的故事主題攤位介紹之外，楊惠敏大兒子國史館義工朱復圭表示曾向國史館詢問楊有無拿過獎章或誰可決定補償，未能得到答覆。
2015年7月，中華民國政府在台灣舉行抗戰勝利70週年，馬英九總統贈予楊惠敏兩個兒子一幅簽名的青天白日滿地紅國旗，以國家元首之尊給予了一個非正式的榮譽肯定。

## 私人生活
1946年獲釋後曾回江蘇鎮江老家，楊惠敏在戰後（1949年）跟隨著中華民國政府撤退至臺灣，定居臺北。33歲時經介紹後與年過花甲喪偶的臺大體育教授朱重明結婚，育有二子朱復圭與朱復轟。
曾任職於台北女師專（今臺北市立教育大學）、金甌商職（今臺北市私立金甌女子高級中學）與中國文化大學等學校。
除此之外她也長年積極參與、宣传童軍活動及婦女救國運動。
1969年6月16日，朱重明以84歲之齡從臺大退休。1971年3月21日，朱重明辭世，安葬於陽明山第一公墓。
1977年10月28日，楊惠敏在臺北不幸遇車禍，雖經搶救保住性命，但從此左半身不能動彈，連吃飯也困難。
1980年2月間，因突發的腦溢血中風而入院治療，神智模糊。中影公司和時任教育部長的朱匯森先後探訪楊惠敏，合共送上八萬元慰問金。其醫藥及住院費用，亦獲台北市政府社會局的全額補助。楊惠敏於1992年3月9日病逝於臺北榮民總醫院，享壽77歲。同年4月21日舉行喪禮，由總統府資政馬樹禮主祭、時任總統李登輝送上「志行揚芬」的輓額，以示敬悼。救國團主任、婦聯會主任委員、女童軍代表及立法委員為楊惠敏靈柩覆蓋國旗，不少政要都題輓額致唁、影星林青霞也到場致祭。

## 相關作品
- 楊惠敏曾於民國56年(1967年)以個人名義出版《八百壯士》一書, 民國59年（1970年）台灣的博愛出版社出版《八百壯士與我》，由楊惠敏述、張力行(記者)記、黃杰(將軍)題。民國68年（1979年），博愛出版社與佛之光雜誌社出版部均重新出版，黃杰題不變而改楊惠敏著。民國110年（2021年）底，雨彤文化發行復刻版全集，加上四章從未發表的楊惠敏童年自述, 並邀馬英九寫重刊序[11]。

- 楊惠敏獻旗與四行倉庫守軍的故事，曾於1938年拍成默片《八百壯士》,由中國電影製片廠攝製, 應雲衛執導，袁牧之演謝晉元團長、陳波兒演楊惠敏, 同年七月開始在中國大後方及海外各地公映, 引起很大迴響。同年四月, 香港中南光榮影業公司, 也推出粵語劇情片《八百壯士》,由魯司執導,鄺山笑、小燕飛等主演,以「八百壯士」的事蹟及相關紀錄片段,加插於影片中, 激勵中國人民齊心抗日。片中由白露飾演獻國旗的女童軍, 名字虛構。到了1975年, 台灣的中央電影事業股份有限公司（簡稱中影)開拍電影《八百壯士》。由林青霞演楊惠敏，柯俊雄演謝晉元。此片1976年6月在南韓舉行的第22屆亞洲影展中,得最佳劇情片, 林青霞憑楊惠敏一角,奪最佳女主角。此片於1976年7月10日在台灣公映,同年10月在香港公映。楊惠敏公祭時林青霞也親赴弔唁[12]。

### 引用
1. ↑  YouTube上的[東森新聞HD]抗戰系列三》「中國不會亡！」青天白日飄揚四行倉庫
2. ↑  張智偉、鍾家豪. . 東森新聞. 2009-04-06. （原始内容存档于2018-04-23） –NOWnews.com.
3. ↑  YouTube上的抗日70年 回顧楊惠敏當年勇
4. ↑  王承中. . 中央社. 2015-07-03.
5. ↑  楊惠敏 (述)、張力行 (記). . 黃杰 (題). 博愛出版社. 1970-04.
6. ↑  李潼. . 自由亞洲電臺. 2015-07-09  [2016-03-14]. （原始内容存档于2021-01-20）.
7. 1 2  潘惠蓮. . 風傳媒. 2022-02-27  [2022-03-16]. （原始内容存档于2022-07-05）.
8. ↑  李潼. . 自由亞洲電臺. 2015-07-09  [2016-03-14]. （原始内容存档于2019-06-17）.
9. ↑  潘惠蓮. . 風傳媒. 2022-03-13  [2022-03-16]. （原始内容存档于2022-07-04）.
10. ↑  . 聯合新聞網. 中央社. 2015-07-03. （原始内容存档于2015-08-06）.
11. ↑  . 聯合新聞網. 2022-01-01  [2022-01-03]. （原始内容存档于2022-07-04）.
12. ↑  YouTube上的【歷史上的今天】1992.04.21_向八百壯士獻國旗女童軍楊惠敏公祭